# Анастасія Стикан-Федотова
Анастасія Анатоліївна Стикан-Федотова (рос. Анастасия Анатольевна Стыкан-Федотова) — російська артистка цирку та дресувальниця, яка працює з кіньми. Лауреат нагороди «Золотий клоун»(2015)

## Біографія
Анастасія Стикан-Федотова — представниця відомої династії дресувальників. Починала свій творчий шлях, виступаючи у відомому російському цирку «САФАРІ» разом із своїми батьками. Спочатку Анастасія виконувала переважно акробатичні номери, але згодом почала працювати з кіньми.
2015 року перемогла на Міжнародному цирковому фестивалі у Монте-Карло, де разом із жеребцями Аліолі андалузької породи та Сіртьє родом з Нідерландів виконувала складну програму під назвою «Ельфорія».